# سيفبيروم
سيفبيروم Cefpirome سيفيبيم هو مضاد حيوي, الجيل الرابع من السيفالوسبورينات.
وتشمل الأسماء التجارية Cefrom، Keiten، Broact، Cefir. ويعتبر Cefpirome فعال للغاية ضد الجراثيم سلبية الغرام، بما في ذلك الزائفة الزنجارية، والجراثيم إيجابية الجرام. إلى بعض الجراثيم اللاهوائية anaerobic. يتم تسويقه تحت اسم العلامة التجارية من قبل مجموعة سانوفي CEFROM الهند أفنتيس.

## طيف الحساسية للبكتيريا والمقاومة
حاليا، العصوانية الهشة، المكورات المعوية، الزائفة النيابة. و المكورات العنقودية المقاومة للكبريتات Cefpirome، وبعض المستدمية النيابة. و المكورات الرئوية المقاومة قد وضعت لCefpirome كبريتات بدرجات متفاوتة.

## الإسخدام الطبي
يستخدم عادة في علاج أنواع الالتهابات المعقدة أو التي الحالات التي لم تستجب للمضادات الحيوية الأخرى. قد يستخدم العلاج في علاج حالات أخرى يحددها الطبيب.

### موانع الاستعمال
فرط الحساسية وظهور بقع كالكدمات. توخي الحذر بالحمل والإرضاع.

## الجرعة
يعطى العلاج بالزرق في الوريد. للبالغين: 1-2 غ كل 12 ساعة وريديا.

## الآثار الجانبية
- الجلد - طفح جلدي، حكة.
- الجهاز الهضمي - الغثيان والقيء وآلام البطن والإسهال.
- الكبد - زيادة مستوى إنزيمات الكبد.
- الجهاز البولي التناسلي - التهاب الكلى / ضعف.
- الدم - النقص في كريات الدم.
- موضعية- ألم وتورم.
- أعراض أخرى- حمى والصرع.